# 大都會花園舞廳
大都會花園舞廳（英語：Vienna Garden Ballroom），是上海市在中华民国时期的一家舞厅，位于戈登路。大都会花园舞厅和仙乐斯舞宫、百乐门、新仙林并称上海四大舞厅。1954年，大都会花园舞厅改建为静园书场。